# 아서 청

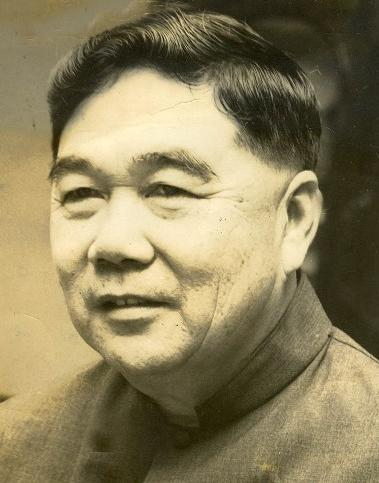
아서 레이먼드 청

아서 레이먼드 청(영어: Arthur Raymond Chung, 1918년 1월 10일 ~ 2008년 6월 23일)은 가이아나의 초대 대통령으로, 1970년부터 1980년까지 가이아나를 통치하였다. 하카계 화교로는 최초로 비아시아권에서 국가 원수가 된 사람이다. 그가 재직할 당시의 가이아나는 이원집정부제를 채택하고 있어, 실권은 총리인 포브스 버넘이 쥐고 있었다.